# Слочиньская, Ивона
Ивона Слочиньская (пол. Iwona Słoczyńska) — польская актриса театра и кино.

## Биография
Ивона Слочиньская родилась 12 апреля 1938 в Грабуве (Польша). Актёрское образование получила в Киношколе в Лодзи, которую окончила в 1961 году. Дебютировала в кино и в театре в 1959. Актриса театров в Лодзи, Калише, Быдгоще, Варшаве.

## Избранная фильмография
- 1959 — Лунатики / Lunatycy — Ванда, секретарша в редакции
- 1961 — Мать Иоанна от ангелов / Matka Joanna od Aniołów — монахиня
- 1962 — Комедианты / Komedianty — официантка
- 1963 — Беспокойная племянница / Smarkula — участница выпускного вечера
- 1965 — Капитан Сова идёт по следу / Kapitan Sowa na tropie
  - «Гипсовая фигурка» (1-я серия)— Алиция, жена Навроцкого
- 1966 — Жареные голубки / Pieczone gołąbki — секретарша директора предприятия
- 1967 — Красивые были похороны, люди плакали / Piękny był pogrzeb, ludzie płakali
- 1967-1968 — Ставка больше, чем жизнь / Stawka większa niż życie — женщина в кресле стоматолога / Герда Лешке (в серии 8 и 9)
- 1969 — Девичий заговор / Rzeczpospolita babska — Божена Шиманек
- 1969 — Четыре танкиста и собака / Czterej pancerni i pies — немецкая десантница (только в серии 10)
- 1970 — Зажигалка / Zapalniczka — Хильда Вернер
- 1974 — Семь сторон мира / Siedem stron świata — мать Люцека (только в серии 1)
- 1976 — Защитные цвета / Barwy ochronne — Аня
- 1979 — Кунг-фу / Kung-Fu — заведующая детского сада
- 1982 — Ёлка страха / Choinka strachu — жена писателя
- 1986 — Любовники моей мамы / Kochankowie mojej mamy — директор
- 1987 — Река лжи / Rzeka kłamstwa
- 1991 — Пограничье в огне / Pogranicze w ogniu — Гессе (только в серии 23)